# قارچ تاقچه‌ای توس
قارچ تاقچه‌ای توس (نام علمی: Piptoporus betulinus) نام یک گونه از راسته تاقچه‌ای‌قارچ‌سانان است.
قارچ تاقچه‌ای توس تقریباً منحصراً بر روی درختان توس می‌روید.